# تربة الزعفران
تربة الزعفران المعروفة بالتربة المعزية كانت مقبرة قديمة للخلفاء الفاطميين تقع في الوقت الحاضر بحي الأزهر. كانت من عادات الخليفة الفاطمي زيارة التربة كلما ركب بمظلة وفي أيام الجمعة وعيدي الفطر والأضحى.

## تاريخها ووصفها
يصفها المقريزي فيقول: «كان من جملة القصر الكبير التربة المعزية، وفيها دفن المعز لدين الله آباءه الذين أحضرهم في توابيت معه من بلاد المغرب وهم الإمام المهدى عبيد الله وابنه القائم بأمر الله محمد وابنه الإمام المنصور، واستقرت مدفنا يدفن فيه الخلفاء وأولادهم ونساؤهم وكانت تعرف بتربة الزعفران. وهو مكان كبير من جملتها الموضع الذي يعرف اليوم بخط الزراكشة العتيق ومن هناك بابها. ويضيف المقريزي فيقول: ولما أنشأ الأمير جهاركس الخليلي خانه المعروف بخان الخليلي في الخط المذكور أخرج ما شاء الله من عظامهم فألقيت في المزابل على كيمان البرقية». وكان في عصر المقريزي بقايا من قبورهم هذه.